# Рутули (Латина)
Рутули је насеље у Италији у округу Латина, региону Лацио.
Према процени из 2011. у насељу је живело 136 становника. Насеље се налази на надморској висини од 84 м.